# Snowboard aux Jeux paralympiques
Le parasnowboard aux Jeux paralympiques, est une épreuve de sport d'hiver dérivé du snowboard,,,.